# Cadre-45/2-Weltmeisterschaft 1939

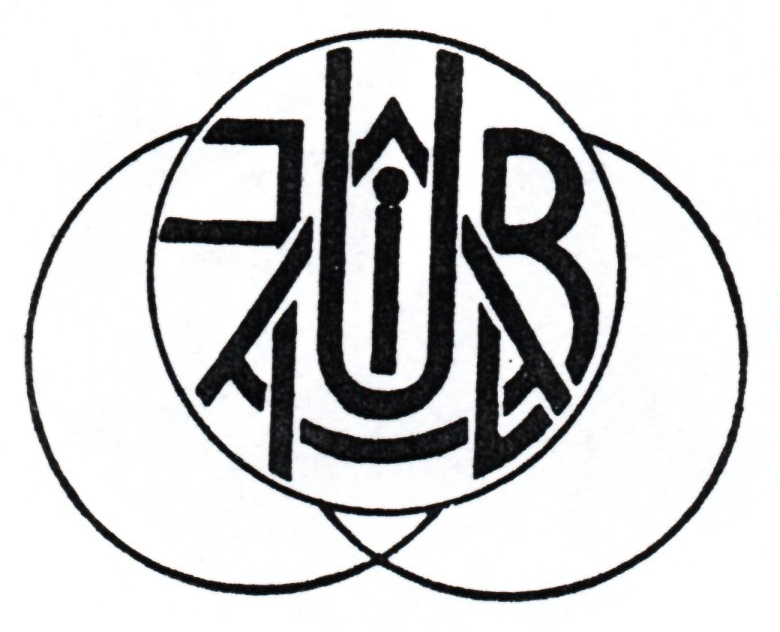
Logo UIFAB (ausrichtender Verband)

Veranstaltungsort: Amsterdam

Die Cadre-45/2-Weltmeisterschaft 1939 war die 32. Weltmeisterschaft, die bis 1947 im Cadre 45/2 und ab 1948 im Cadre 47/2 ausgetragen wurde. Das Turnier fand vom 2. bis zum 5. März 1939 in Amsterdam statt. Es war vierte Cadre 45/2 Weltmeisterschaft in den Niederlanden und die letzte vor dem Krieg.

## Geschichte
Wieder war der Belgier René Gabriëls nicht zu schlagen. Alle seine im Vorjahr aufgestellten Weltrekorde im Cadre 45/2 hat er noch einmal verbessert. Den Generaldurchschnitt über ein Turnier (GD) verbesserte von 45,90 auf 48,27. Den Weltrekord im besten Einzeldurchschnitt (BED) verbesserte er um eine Aufnahme auf 133,33. Der neue Serienweltrekord steht seit 1939 bei 324. Fast hätte diese Weltmeisterschaft für Gabriëls tragisch geendet. Im letzten Match gegen den ebenfalls ungeschlagenen Constant Côte ging es äußerst knapp zu. Gabriëls spielte seine schlechteste Partie im Turnier und Côte hatte mehrfach die Chance die Partie zu beenden. Beim Stand von 378:377 in der 14. Aufnahme beendete Gabriëls mit 23 Punkten dann die Partie. Côte hatte keinen Nachstoß.

## Turniermodus
Es wurde im Round Robin System bis 400 Punkte gespielt. Bei MP-Gleichstand (außer bei Punktgleichstand beim Sieger) wird in folgender Reihenfolge gewertet:
1. MP = Matchpunkte
2. GD = Generaldurchschnitt
3. HS = Höchstserie

## Abschlusstabelle
| MP    | Match Points (Sieger = 2; Unentschieden = 1; Verlierer = 0) |
| Pkte. | Erzielte Karambolagen                                       |
| Aufn. | Benötigte Versuche                                          |
| GD    | Generaldurchschnitt                                         |
| BED   | Bester Einzeldurchschnitt eines Spielers                    |
| HS    | Höchstserie                                                 |
|       | Bester GD des Turniers                                      |
|       | Bester ED des Turniers                                      |
|       | Beste HS des Turniers                                       |
|       | 1. Platz (Gold)                                             |
|       | 2. Platz (Silber)                                           |
|       | 3. Platz (Bronze)                                           |

| Platz                      | Name             | MP   | Pkte | Aufn. | GD    | BED    | HS  |
| -------------------------- | ---------------- | ---- | ---- | ----- | ----- | ------ | --- |
| 1                          | René Gabriëls    | 14:0 | 2800 | 58    | 48,27 | 133,33 | 324 |
| 2                          | Constant Côte    | 12:2 | 2778 | 107   | 25,96 | 33,33  | 206 |
| 3                          | Jan Sweering     | 8:6  | 2246 | 124   | 18,11 | 26,66  | 127 |
| 4                          | Jean Galmiche    | 6:8  | 2025 | 116   | 17,45 | 25,00  | 104 |
| 5                          | Jan Dommering    | 6:8  | 2203 | 148   | 14,88 | 21,05  | 117 |
| 6                          | Dick van Eymeren | 6:8  | 1936 | 143   | 13,53 | 21,05  | 84  |
| 7                          | Fritz Claeys     | 4:10 | 2121 | 123   | 17,24 | 25,00  | 164 |
| 8                          | Rudolphe Loeb    | 0:14 | 1508 | 117   | 12,88 | –      | 108 |
| Turnierdurchschnitt: 18,82 |                  |      |      |       |       |        |     |